# Tania Salas
Tania Salas es una actriz de teatro, cine y televisión ecuatoriana. Es hija de la también actriz ecuatoriana Martha de Salas.

## Biografía
En 2005, Salas conformó el elenco del programa cómico Acolítame de Ecuavisa, donde actuó junto a Tomás Delgado, Santiago Naranjo y Karen Flores.
Interpretó a Rosa la milagrosa, con su palabra característica de "Jasum", para la telenovela de El Cholito, de Ecuavisa y dirigida por Jorge Toledo, donde actuó junto a David Reinoso, Catherine Velasteguí, Flor María Palomeque, María José Blum, María Fernanda Pazmiño, Armando Rivas, Fabián Torres, Isaac Escandas, Miriam Murillo, Ruddy Rodríguez, Julio César Herrera, Giovanna Andrade y Marcela Ruete.
En 2010, participó en la telenovela La taxista, de Ecuavisa, junto a Claudia Camposano, Diego Spotorno, Santiago Carpio y María Fernanda Ríos, donde interpretó a una villana.
Se unió al elenco de la comedia Las Zuquillo, de Ecuavisa, donde interpretó a Lucha, en reemplazo a Monserrath Astudillo quien estuvo las primeras tres temporadas, donde compartió junto a las actrices Marcela Campos, quien interpreta a Nacha, Mabel Cabrera, quien interpreta a Charo, y junto a su madre Martha de Salas, quien interpreta a Meche, y formó parte del elenco en sus presentaciones de teatro y circo, además de ser parte de la película Zuquillo Exprés, de 2010; con una aceptación en el público muy grande ya que en solo un día lograron vender el 70% de su todas sus películas.
A inicios de 2013, interpretó a Elvira, una mujer frenética que vive una fuerte crisis existencial, en la comedia ¡Así pasa! de Ecuavisa, junto al elenco conformado por Efraín Ruales, Vicente Romero, Carolina Piechestein, Christian Maquilón y Claudia Camposano, bajo la dirección de Marcos Espín y Catrina Tala.
El 30 de noviembre de 2013, desfiló en el carro alegórico de Ecuavisa, para los tradicionales Desfiles de la Confraternidad de Quito, junto a las presentadoras Gabriela Baer, Dallyana Passailaigue, Estefany Cornejo y Andrea Benítez.
El 7 de julio de 2015, fue parte del coro de la arquidiócesis de Quito, que cantó en el Parque Bicentenario durante la misa del Papa Francisco.
En noviembre de 2015, animó el evento artístico Chispa y Sal Quiteña, en el Teatro Nacional de la Casa de la Cultura Ecuatoriana, donde también contó historias y leyendas de Quito.
En 2016 fue jurado del concurso de Artes Escénicas en la Semana del Estudiante en homenaje a Segundo Cueva Celi, en la ciudad de Loja, el cual estuvo organizado por el Patronato de Amparo Social Municipal, bajo el apoyo de la Casa de la Cultura y el Ministerio de Educación.
En 2017 realiza una participación especial en la segunda temporada de la telenovela La Trinity de Ecuavisa.
En 2018 formó parte del jurado en el concurso de Teatro e Interescolar de Coreografías, realizado en el Teatro Municipal Bolívar de la ciudad de Loja.
En 2019 se une a TC Televisión, realizando una participación especial en la telenovela Calle amores junto al primer actor Eduardo 'Mosquito' Mosquera. En 2020 forma parte del elenco principal de la telenovela Antuca me enamora junto a Katty García, Ney Calderón, Oswaldo Segura, Claudia Camposano, Alejandra Paredes y Carolina Jaume interpretando a Fanny Mora, la madre de las hermanas protagonistas de la trama

## Filmografía

### Series y telenovelas
| Año       | Título                | Personaje                |
| --------- | --------------------- | ------------------------ |
| 2020      | Antuca me enamora     | Fanny Mora               |
| 2019      | Calle amores          | Alfarina                 |
| 2017      | La Trinity            | Esperanza                |
| 2014      | 3 familias            | Mamá de Carlos           |
| 2013-2016 | ¡Así pasa!            | Elvira Aguirre           |
| 2010-2011 | La taxista            | Nana Encarnación Jiménez |
| 2009-2010 | Las Zuquillo          | Lucha                    |
| 2007-2008 | La novela del Cholito | Doña Rosa Mite           |
| 2005      | Acolítame             | Mónica de Iturralde      |

### Cine
- Zuquillo Exprés (2010) - Lucha